# Жюль Гааг
Жюль Гааг (нар. 9 серпня 1882, Фліре, Мерт і Мозель, Франція — пом. 16 лютого 1953, Безансон, Ду, Франція) — французький математик та хоролог.

## Навчання та кар'єра
Гааг вступила до Вищої нормальної школи в Парижі у 1903 році і успішно здобув кваліфікацію для агрегації з математики в 1906 році У 1910 році він отримав освітньо-науковий ступінь доктора математики в Паризькому університеті захистивши дисертацією Families de Lamé, composées de surfaces égales: généralisations, applications під керівництвом Жана Гастона Дарбу.
Жюль Гааг був професором спеціальної математики в ліцеї Дуе з 1906 по 1908 рік. У 1910 році на науковому факультеті Клермон-Феррана він став метрдотелем конференції з астрономії, а в 1910 році — професором раціональної механіки.
Під час Першої світової війни Гааг працював у центрі французької морської артилерії в Гаврі.
У 1927 році він очолив Інститут хронометрії в Безансоні, який у 1961 році став іменуватись як École Nationale Supérieure de Chronométrie et Micromécanique, перейменований на École nationale supérieure de mécanique et des microtechniques (E.N.S.M.M.) у 1980 році. На початку 1930-х років, він написав численні публікації в галузі синхронізації коливань, постійних коливань і релаксаційних коливань.
Гааг був двічі запрошеним спікером Міжнародного конгресу математиків (ICM) у 1924 році в Торонто та в 1932 році в Цюріху.